# سیارک ۱۰۵۷۳
سیارک ۱۰۵۷۳ (به انگلیسی: 10573 Piani، نامگذاری:1994WU1) ده هزار و پانصد و هفتاد و سومین سیارک کشف شده‌است که در ۲۹ نوامبر ۱۹۹۴ کشف شد.
قدر مطلق سیارک برابر ۱۴٫۵۰ است.